# Cadastro Geral de Contribuintes
O Cadastro Geral de Contribuintes (CGC) é um número que foi utilizado pelo governo brasileiro para identificar pessoas jurídicas entre 1964 e 1998. É um número único, nacional e intransferível atribuído a firmas individuais e demais pessoas jurídicas de direito privado. Foi substituído pelo Cadastro Nacional da Pessoa Jurídica (CNPJ).

## História
Foi criado em 1964 pelo Ministério da Fazenda, e instituído pelas Leis 4.503/1964 e 5.614/1970. A Fundação Getulio Vargas esteve envolvida em sua criação. A função do CGC era de facilitar o trabalho do Serviço Federal de Processamento de Dados (SERPRO), simplificando a auditoria das contas. Um efeito prático deste cadastro foi facilitar o processamento eletrônico dos dados fiscais.
Empresas estrangeiras que desejassem comercializar seus produtos no Brasil também deveriam obter um cadastro de CGC.
O número deveria constar em diversos documentos relacionados às empresas, como em notas promissórias. Empresas que não cumprissem suas obrigações poderiam ter seu registro no CGC cancelado.
Em 1996, começaram discussões sobre a abolição do CGC e de demais registros estaduais e municipais, e sua unificação em um único registro, com objetivo de simplificar fiscalização e coibir sonegação. Dentro do prazo de dois anos estipulado essa unificação se tornou realidade. O CGC foi extinto em 1º de julho de 1998, por intermédio da Instrução Normativa SRF nº 27/1998, quando começou a vigência do Cadastro Nacional da Pessoa Jurídica (CNPJ), criado pela mesma instrução. As empresas que já possuíam CGC continuaram utilizando o mesmo número após a transição.

## Importância na moda

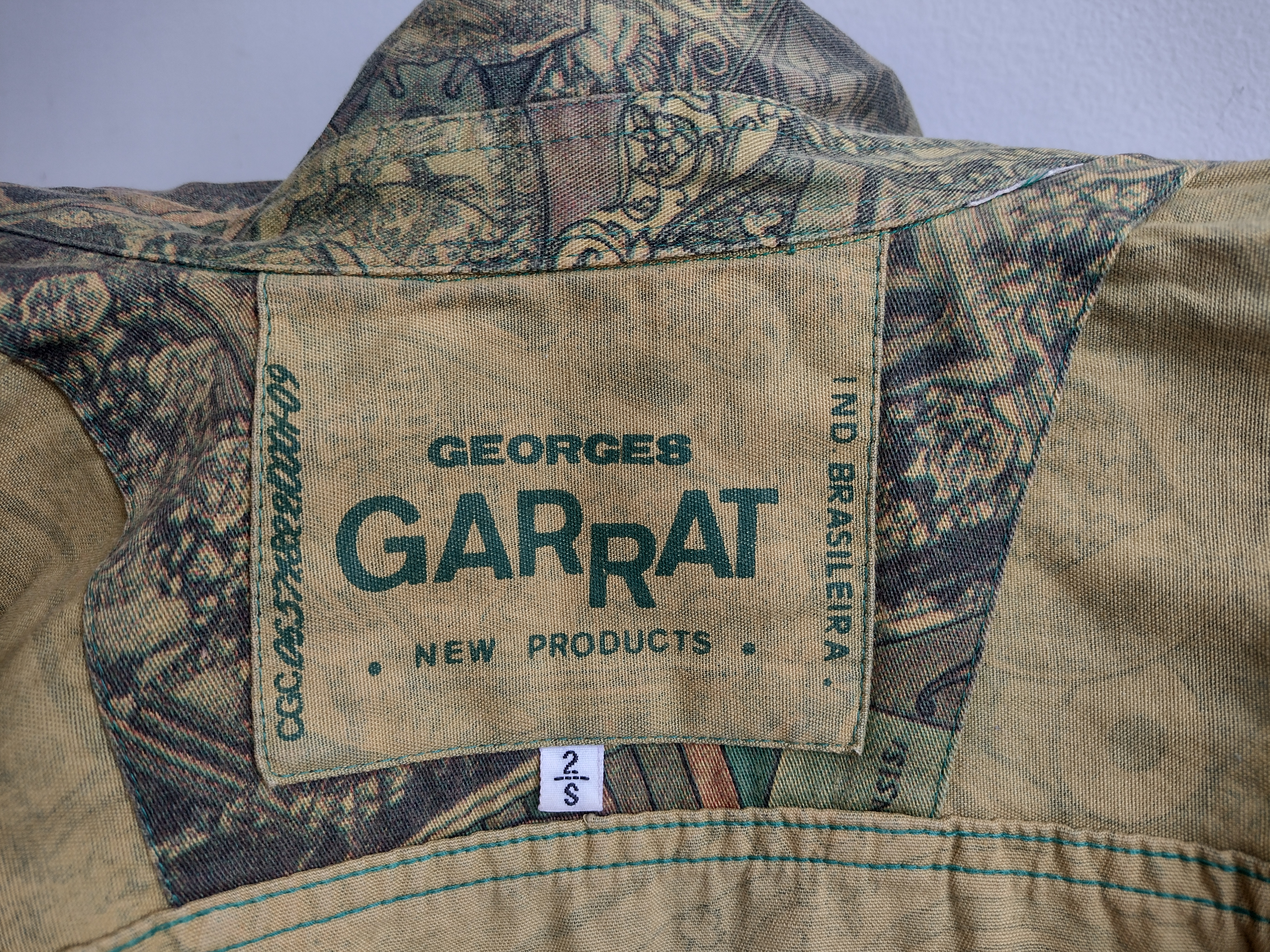
Jaqueta com CGC

No mundo da moda, especificamente na comunidade de brechó, clientes e vendedores valorizam roupas que possuem CGC em sua etiqueta, identificando o número como forma de estimar a época do produto. A presença desta informação, ao invés do CNPJ, indica que a roupa foi produzida entre as décadas de 1960 e 1990, podendo ser considerada "vintage". Alguns também consideram essa marca como evidência da qualidade do tecido, por ter sido produzido em uma época anterior à fast fashion e, se o produto ainda estiver em boas condições, isso também indica sua durabilidade.